# Uxue Barkos
Miren Uxue Barcos Berruezo (Pamplona, 5 de julio de 1964), conocida como Uxue Barkos, es una periodista y política española. De ideología nacionalista vasca, fue presidenta del Gobierno de Navarra desde julio de 2015 hasta agosto de 2019. Anteriormente fue diputada en el Congreso de 2004 a 2015 (durante las legislaturas viii y ix en representación de Nafarroa Bai, y durante la x Legislatura en representación de Geroa Bai) y también portavoz de Nafarroa Bai en el Ayuntamiento de Pamplona desde 2007 hasta 2015. Lidera la asociación Zabaltzen y la formación política Geroa Socialverdes, ambas integradas en la coalición Geroa Bai por la que es diputada en el Parlamento de Navarra desde 2015.

## Labor periodística
Estudió en la Ikastola San Fermín de Pamplona. Es licenciada en Ciencias de la Información por la Universidad de Navarra. Trabajó como locutora en RNE y TVE en Navarra, en el diario Navarra Hoy y desde 1990 en la televisión pública vasca, Euskal Telebista (ETB), donde realizó labores de redacción en su delegación de Pamplona, posteriormente en el centro de Informativos de Yurreta, donde también se desempeñó como presentadora del noticiario, y en la corresponsalía de ETB en Madrid.

## Diputada en el Congreso
Como política, se define a sí misma como progresista, vasquista, abertzale e independentista. En 2003 entró como candidata independiente en la coalición Nafarroa Bai (Aralar, Eusko Alkartasuna, Batzarre y Partido Nacionalista Vasco) y fue elegida cabeza de lista de la candidatura al Congreso de los Diputados. Nafarroa Bai obtuvo un escaño en Navarra en las elecciones de 2004, lo que permitió que Uxue Barkos fuera elegida diputada. En el Congreso de los Diputados se integró en el Grupo Mixto. Como representante de dicho grupo, Uxue Barkos recibió el galardón al "diputado revelación" otorgado por la Asociación de Periodistas Parlamentarios y ha formado parte de varias comisiones y subcomisiones. También fue la representante del Grupo Mixto en la comisión de investigación de los atentados del 11 de marzo de 2004.
Uxue Barkos fue una diputada considerablemente activa, siendo los ejes de su actuación el apoyo a las negociaciones con la banda terrorista ETA, la promoción del euskera en Navarra y las políticas sociales en la Comunidad Foral. Su labor fue criticada principalmente tanto por Batasuna, como por el Grupo Parlamentario Popular (PP y UPN).
Renovó su acta de diputada en las elecciones generales de 2008, obteniendo 62.073 votos (18,53%), resultados ligeramente mejores que los de las elecciones anteriores (61.045 votos, 17,98%).
El 1 de septiembre de 2011 se formó la asociación Zabaltzen, liderada por Uxue Barkos y que agrupaba a los independientes integrados en Nafarroa Bai desde su fundación, como forma de impulsar la continuidad de Nafarroa Bai tras los abandonos de Batzarre y Eusko Alkartasuna, y ante la decisión que tomó Aralar de formar parte de Amaiur. Tras la negativa de Aralar a que el resto de integrantes utilizaran el nombre de Nafarroa Bai en las elecciones generales de noviembre de 2011, y gracias a la incorporación del partido villavés Atarrabia Taldea, Partido Nacionalista Vasco y Zabaltzen pudieron presentarse con el nombre de Geroa Bai. Los resultados electorales de la formación, que obtuvo 42.372 votos (12,84 %), le permitieron renovar su acta de diputada en el Congreso.

## Ayuntamiento de Pamplona
Uxue Barkos fue nombrada, a finales de 2006, candidata de Nafarroa Bai a la alcaldía de Pamplona en las elecciones municipales de 2007, obteniendo 28 581 votos (26,26 %), que se tradujeron en 8 concejales en un ayuntamiento de 27 (con 13 para UPN, 4 para el PSN-PSOE, y 2 para ANV). Con estos resultados Uxue Barkos se postuló como candidata a la alcaldía para desbancar a la candidata de UPN. Para ello, necesitaba los votos de PSN-PSOE y ANV. Sin embargo, el PSN-PSOE se negó a sumar sus votos a los de ANV y se abstuvo en la votación de investidura, lo que permitió que la candidata de la lista más votada, Yolanda Barcina, se hiciese finalmente con la alcaldía.
Fue portavoz del grupo Nafarroa Bai en el Consistorio pamplonés, habiéndole correspondido el lanzamiento del chupinazo de las fiestas de San Fermín de 2008. El 11 de junio de 2011, revalidó su acta de concejal y portavocía del grupo municipal de Nafarroa Bai. En la votación de investidura consiguió 11 votos, los de NaBai (7), EH Bildu (3) e Izquierda-Ezkerra (1), mientras que el candidato de UPN, Enrique Maya, consiguió 13, los de UPN (11) y PP (2); con la abstención del PSN-PSOE (3).

## Presidenta del Gobierno de Navarra

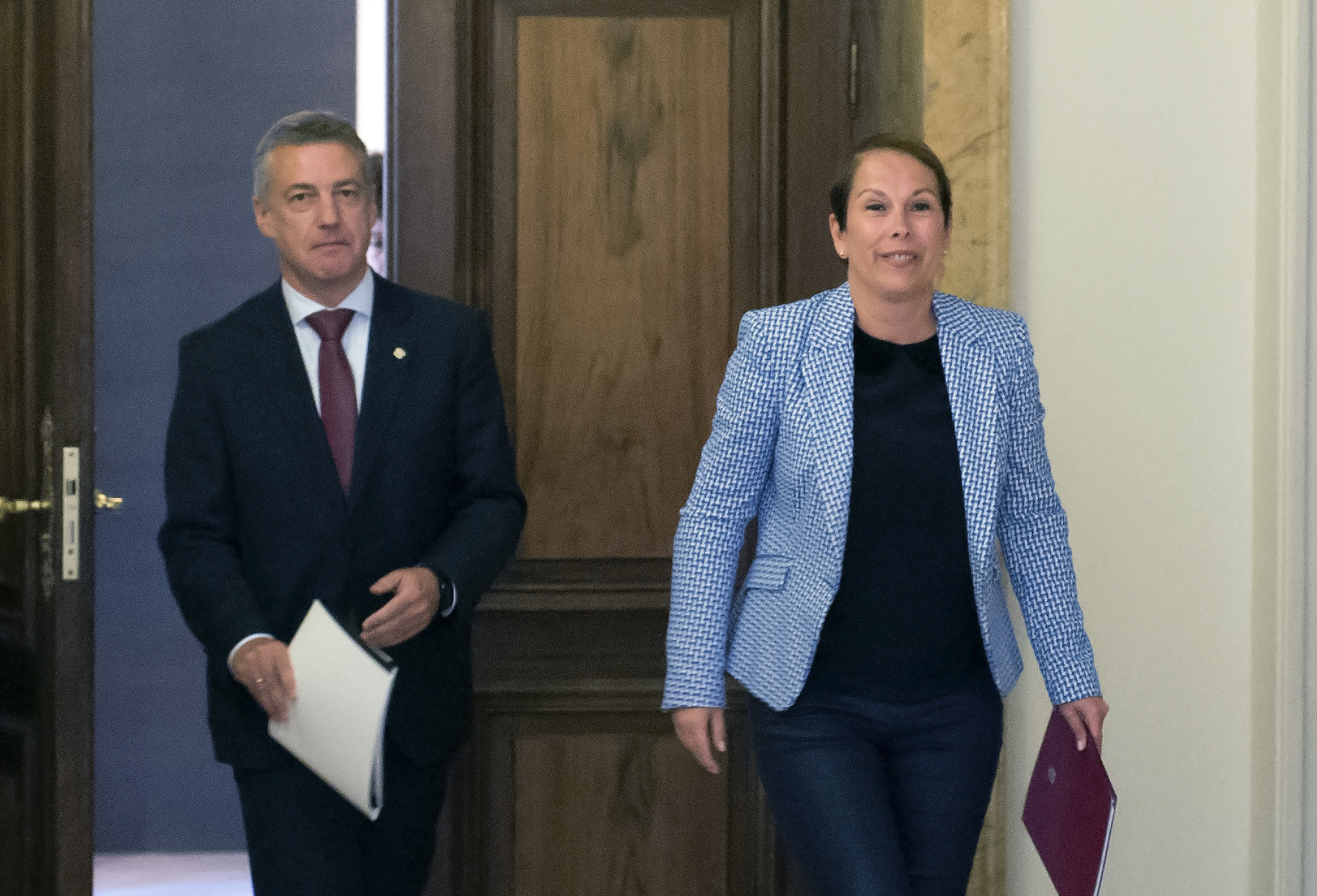
Barkos, en 2015, junto al lendakari Iñigo Urkullu.

En septiembre de 2014, anunció su candidatura a la presidencia del Gobierno de Navarra por la coalición Geroa Bai, que en las elecciones al Parlamento obtuvo 53 497 votos (15,83 %). El 20 de julio de 2015 fue investida presidenta gracias al apoyo de los parlamentarios de Geroa Bai (9), EH Bildu (8), Podemos (7) e Izquierda-Ezkerra (2), la abstención del PSN-PSOE (7) y el voto en contra de UPN (15) y del PP (2), con lo que consiguió la mayoría absoluta y requerida (26/50) para ser investida presidenta del Gobierno de Navarra.
Ostentó el cargo durante la IX legislatura, y tras las elecciones forales de 2019, en agosto de ese mismo año fue sucedida en la presidencia del gobierno por la socialista María Chivite.

## Vida personal
Está casada con el periodista gallego Jesús González Mateos, con el que tiene un hijo.
En febrero de 2011 le fue detectado un cáncer de mama, por lo que tuvo que someterse a varias sesiones de radioterapia y quimioterapia tras una intervención quirúrgica.